# Francine Caron
Pour les articles homonymes, voir Caron.
 (avril 2023).
Si vous disposez d'ouvrages ou d'articles de référence ou si vous connaissez des sites web de qualité traitant du thème abordé ici, merci de compléter l'article en donnant les références utiles à sa vérifiabilité et en les liant à la section « Notes et références ».
 (avril 2023).
La mise en forme du texte ne suit pas les recommandations de Wikipédia : il faut le « wikifier ».
Les points d'amélioration suivants sont les cas les plus fréquents. Le détail des points à revoir est peut-être précisé sur la page de discussion.
- Les titres sont pré-formatés par le logiciel. Ils ne sont ni en capitales, ni en gras.
- Le texte ne doit pas être écrit en capitales (les noms de famille non plus), ni en gras, ni en italique, ni en « petit »…
- Le gras n'est utilisé que pour surligner le titre de l'article dans l'introduction, une seule fois.
- L'italique est rarement utilisé : mots en langue étrangère, titres d'œuvres, noms de bateaux, etc.
- Les citations ne sont pas en italique mais en corps de texte normal. Elles sont entourées par des guillemets français : « et ».
- Les listes à puces sont à éviter, des paragraphes rédigés étant largement préférés. Les tableaux sont à réserver à la présentation de données structurées (résultats, etc.).
- Les appels de note de bas de page (petits chiffres en exposant, introduits par l'outil «  Source ») sont à placer entre la fin de phrase et le point final[comme ça].
- Les liens internes (vers d'autres articles de Wikipédia) sont à choisir avec parcimonie. Créez des liens vers des articles approfondissant le sujet. Les termes génériques sans rapport avec le sujet sont à éviter, ainsi que les répétitions de liens vers un même terme.
- Les liens externes sont à placer uniquement dans une section « Liens externes », à la fin de l'article. Ces liens sont à choisir avec parcimonie suivant les règles définies. Si un lien sert de source à l'article, son insertion dans le texte est à faire par les notes de bas de page.
- La présentation des références doit suivre les conventions bibliographiques. Il est recommandé d'utiliser les modèles {{Ouvrage}}, {{Chapitre}}, {{Article}}, {{Lien web}} et/ou {{Bibliographie}}. Le mode d'édition visuel peut mettre en forme automatiquement les références.
- Insérer une infobox (cadre d'informations à droite) n'est pas obligatoire pour parachever la mise en page.

Pour une aide détaillée, merci de consulter Aide:Wikification.
Si vous pensez que ces points ont été résolus, vous pouvez retirer ce bandeau et améliorer la mise en forme d'un autre article.
Francine Caron, née le 18 septembre 1945 à Batz-sur-Mer (Loire-Atlantique), est une écrivaine, poétesse, traductrice et hispaniste française.

## Biographie
Francine Caron (voire Francile, prénom choisi[réf. nécessaire]), d'origine picarde, de Longpré-les-Corps-Saints, est née à Batz-sur-Mer en Loire-Atlantique le 18 septembre 1945. Elle passe son enfance à Angers, où elle étudie au lycée Joachim-du-Bellay. Après une propédeutique au Liceo Francés de Madrid, elle suit des études supérieures à l'université de Poitiers, jusqu'à l'agrégation de langue et de littérature espagnoles, qu’elle obtient en 1967.
En 1994, elle s'installe à Paris, dans le quartier des Batignolles du 17e arrondissement. Elle voyage depuis 1974 à travers presque toute l'Europe et en Afrique, Amérique, Asie.

### Écriture
Elle écrit en poésie depuis le 11 juin 1965. Passant « de l'horizon d'un[e] seul[e] à l'horizon de tous » (Paul Éluard), et à l'horizon de tout aussi, elle a créé et dirigé la revue Nard — première série n° 1 à 28, 1974/1981 — qui a publié 375 poètes, débutants, confirmés ou célèbres, parmi lesquels 97 femmes. Deuxième série : 2003/2005 avec les n° 29 et 30, ce dernier dédié au poète et photographe André Mathieu.
Encouragée par Simone de Beauvoir et Jean-Louis Bory, choisie par de nombreux anthologistes, son œuvre est reconnue par Hervé Bazin, Pierre Béarn, Serge Brindeau, Guillevic, Pierre Perret, Robert Sabatier, ou encore, en Belgique, par Arthur Haulot, Jeanine Moulin, Andrée Sodenkamp, Jean-Luc Wauthier, lors des Biennales internationales de poésie à Knokke (puis à Liège).
Elle a été membre fondateur de la revue Phréatique en 1977, du Cercle angevin de poésie en 1982 et des Transparleurs en 2004. Présente par ses inédits dans une centaine de revues poétiques depuis 1974, elle siège aux jurys des prix de Doué-la-Fontaine (1975-95), Froissart de Valenciennes, des grands prix de la ville d'Angers (1982-2000), de la ville de la Baule-Escoublac (depuis 2000).
En 1976 et 1977, elle reçoit les prix Froissart de Valenciennes et François Villon, et, en 1997, le grand prix de la ville de La Baule pour l'ensemble de son œuvre.
Depuis 1977, elle est sociétaire de la Société des gens de lettres et membre du PEN club français (qui comprend poètes, essayistes et nouvellistes). Puis du cercle Aliénor-Jacques G.Krafft se réunissant à la brasserie Lipp, et des Rencontres européennes. Elle est aussi membre actif de plusieurs associations (Paris et banlieue) = Arts et Jalons, Femmes poésie et liberté, La Jointée, Mercredi du poète, Poésie sur Seine, Territoire du poème, Transignum & co, Idem de Donner à voir (Le Mans) et de l'Association des écrivains bretons.
Pour elle, être actif en poésie, c'est la propager, la partager via les liens et la parole, dans les résonances de la voix grave. De sorte qu'à l'invitation d'associations ou de programmations amies, elle a participé depuis 1994 — principalement à Paris — à plus d'une centaine de lectures, personnelles ou collectives.

### Enseignement
Elle a été successivement professeur de langue et littérature espagnoles au lycée Joachim-du-Bellay à Angers (1967-1968), assistante (1969), maître-assistant (1974), maître de conférences (1985) à l'université Rennes 2 Haute Bretagne. Traductrice de théâtre : "sa" Camisa de Lauro Olmo a été représentée en 1970 à la Comédie de Saint-Étienne par Jean Dasté et Pierre Vial. Autre traduction : El Concierto de San Ovidio de l'académicien Antonio Buero Vallejo; Georges-Emmanuel Clancier donna un avis positif pour la lecture de cette pièce à l'ORTF. - Articles parus sur les poètes Federico Garcia Lorca et Miguel Hernandez dans les revues Les Langues Modernes et Les Langues Néo-Latines (à propos de "Diwan del Tamarit" et El Rayo que no cesa). Étude parue sur Lauro Olmo - Conférencière en poésie française au Centre de recherche en littérature et linguistique de l'Anjou /CRLLAB/ depuis 1978. Participation à plus de vingt Colloques dans les universités d'Angers et de Nantes.
Chercheur associé depuis 1991 > participation à ces vingt colloques du professeur Georges Cesbron jusqu’en 1999 dédié à Serge Wellens. Puis du professeur Jacques Lardoux : colloques Brindeau 2000 et Guillevic 2002 + Cadou et Reverdy. Elle a signé le 3 février 1999 avec le président de l'université d'Angers une convention qui établit son fonds de dépôt (poésie personnelle, en rapport étroit avec la création contemporaine). De 1999 au 11 septembre 2008 (le plus récent et principal dépôt), puis en 2018-2019, près de mille éléments à la bibliothèque universitaire sont inventoriés (cote 90000 créée par le conservateur S. Houdebert et mise en œuvre de 2000 à 2006 par la chartiste Valérie Neveu, plus récemment par France CHABOD) Elle concerne entre autres 700 livres de poésie parmi ceux des collections (presque tous annotés et dédicacés).

## Œuvre

### Influences et évolution
Familière de la poésie et de la peinture dès l'enfance, Francine Caron se situe au confluent de parents artistes (monde de l'opéra, Gounod, Moussorgski), d'ancêtres artisans picards (orfèvres et forgerons), du cinéma et de la bande dessinée, d'un 1968 libertaire, d'un sacré d'abord païen (la pleine lune à l'équinoxe), mais aussi symbolique et monumental (Égypte ancienne, roman, gothique à Amiens) ou encore du bouddhisme zen révélé par Jean Dasté.
Sa poésie, d'abord inquiète, se veut témoignage des harmonies simples (nature, amour fou), avant la douleur d'une double perte. Elle oscille ensuite entre l'échappée belle et l'humour plus ou moins noir et continue à creuser la langue, y compris en haïkus. Des espoirs subsistent dans son écriture, par exemple, dans Jardin de simples (2007) qui témoigne de la Terre-Mère et de la biodiversité (ouvrage dédié à Nicolas Hulot).

### Anthologies
La poésie est présente dans une soixantaine d'anthologies, dont une trentaine d'importance. Depuis celle de Jeanine Moulin (Huit siècles de poésie féminine, Seghers, Paris 1975 - réédition 1981) jusqu'à celles des éditions Transignum (Paris) dirigées par Wanda Mihuleac : Habits à lire (2010) ; ainsi que Estampillé III (2008), Hommage à Tzara-Dada (2016) et 101 Livres-Ardoises (2017). Ou encore l'anthologie Tute de Damas (id est un « Carré de dames ») dédiée à quatre femmes poètes de France (à savoir par ordre de naissance Hélène Cadou, Nicole Laurent-Catrice, F. C. et Ariane Dreyfus, université de Cadix, 2007). En 2010 et 2011, elle est présentée dans : l'Anthologie de la poésie érotique française du Moyen Age à nos jours et dans La Poésie érotique féminine française contemporaine du Professeur Giovanni Dotoli, chez Hermann Lettres, Paris. Son poème "Tutti frutti" figure dans Poètes francophones contemporains de Sylvie Biriouk aux éditions Ellipses, 2010 Paris; préface de Jean Metellus qui le signala. Nouvelle participation à Anthologies 2012 + 2013 (générale de Jean Orizet au Cherche-Midi, Poètes Intuitistes, Manifeste atomique et Femmes autour de Christiane Laïfaoui à la L-G-R) En 2014, parmi les "15 poetas francese contemporaneos" de Jeanne Marie (Ed Libros del Aire, Madrid) ou parmi les auteurs de Notes Guillevic Notes (York University of Toronto / Ontario / Canada). 2015 : anthologie de Flammes Vives.
- Depuis 2010, participante aux Anthologies de prestige des éd. Orion (44) > collection "Beauté " [des Lieux] ... : 2010 - de la Loire et de ses châteaux ; 2011 - de Venise et de son Carnaval ; 2013 - de la Bretagne (parution épuisée) ; 2016 - des pays côtiers de Normandie ; 2018 - de l'Anjou ; 2019 - de la Bretagne historique (refondation).
- Divers : 2015, in "La grande humanité" de Nicole Barrière (étude sur fc, etc.) sur Createspace & support papier - 2017, in l'ouvrage Gallimard : "Ouvrir" de Guillevic (poème d'E. G. à fc, avec Monique Labidoire) - 2020, Anthologie de la collection "Écrit", éd. AB 1996 - 1999 (poème, etc) - 2020, Anthologie "Sauvons les migrants", éd. Parole & Poésie (poème, etc) - 2022, Anthologie "sur le radeau des Muses", éd. Maïa (poème de Jacques Ferlay à fc, parmi 185 poètes contemporains).

## Traductions de ses recueils
- Les livres de bibliophilie sont traduits en anglais par Basia Miller. Ainsi qu'en allemand, en arabe et en hébreu, en espagnol et en néerlandais
- Sur 7 tableaux de Caillaud d'Angers a été traduit en six langues européennes (allemand, anglais, espagnol, hongrois, italien et tchèque), Clapàs ; 2 séries (1999 et 2001)
- Grand Louvre a été traduit en allemand par Rudiger Fischer, éditions Verlag im Wald (2010)
- Tanka est traduit en arabe par Aïcha Arnaout. Dix extraits traduits en anglais par Marie-Edmonde Descamps, sont parus dans l'Anthologie du haïku en France (2003).
- Un de ses haïkus de Parcs et Lunaparks de Paris est traduit en anglais, japonais, roumain, allemand et en breton.
- Venise avec le temps, Ma(t)in Jardin d'Eden et des extraits de Riches Heures : en italien (cf à Anthologies)
- Voir à Anthologies pour autres traductions en espagnol (2007 et 2014), etc.

## Listes des œuvres

### Principaux recueils
Principaux recueils (dont livres-objets mais hors livres de bibliophilie à proprement parler, parmi les soixante publiés depuis 1973, allant du plus petit — 4 pages — à l'anthologie des quinze premières années (265 pages) jusqu'aux 232 pages (2001-2003) que présentent les deux premières Oreillettes dédiées à son œuvre (n°35 et 37 aux éditions Clapàs, à Aguessac puis Millau) et Nard 29, à la suite de la disparition en 2002 de Marcel Chinonis. De nombreux recueils du XXe siècle sont épuisés.
- Orphée sauvage, auto-édition, 1973. Ce 1er titre publié donne la mesure d'une indépendance, d'un amour du lyrisme.
- En vers et pour tous, auto-édition, 1974
- Amour éphéméride, Chambelland, Paris 1974
- Le Paradis terrestre, 1975, prix du Centre Froissart de Valenciennes créé par Jean Dauby
- Les Corps sourciers, Millas-Martin, Paris 1975, titre à mettre en regard avec Longpré-les-Corps-Saints de ses ancêtres picards
- Espagne veuve, Louis Dubost, 1977. Linogravure de Mariano Otero
- Femme majeure, Millas-Martin, 1977 ; prix François-Villon. Exemplaire de tête portant gravure de C. Roland
- L'Année d'amour, Aux Amis de Nard, 1979, préface de Luc Bérimont, couverture de Pierre-Yves Trémois.
- Quinze Ans de poésie, Aux Amis de Nard, 1981 - Synthèse, iconographie et nombreux inédits dans cette anthologie des 15 premières années
- Picardie Poésie, Eklitra, 1982, 2e préface de Pierre Garnier. Ill. de Cath Roland
- Musée du Louvre, éditeur Alain Guinhut, 1984 (aide à l'édition et à la diffusion du Centre National - alors - des Lettres)
- Bretagne au cœur, Osiris, 1985, liminaire de Guillevic.
- Terres celtes, Hérault Éditions, 1986, préface de Charles Le Quintrec.
- Grandeur nature, Eklitra, 1989, 3e préface de Pierre Garnier (la 1re pour La Somme de joie de 1975).
- L'Amour le feu, Eklitra, 1991, postface d'Edgard Pisani.
- D'Europe, Presses de l'université d'Angers, 1993. En 1998, 2e édition augmentée publiée par l'Association Poésie sur Seine. En 2000 par la revue Europe plurilingue.
- Étreinte-Éternité, Alain Benoit (ou AB), 1998, illustrations de Monique Tonet (2e édition : 2000).
- Sur sept tableaux de Caillaud d'Angers, Clapàs, 1999, 2e série, 2001 (cf. à Traductions, in Regards sur l'Œuvre).
- Voyage autour du monde en poésie, Poésie sur Seine (collection particulière), 1999.
- Norway, chemins du Nord, Trilobe 1999 et Clapàs 2000.
- Ars Amandi, Alain Benoit, 2000, illustrations de Monique Tonet.
- Égyptiennes, Amis de la poésie de Bergerac, 2000.
- Femme à l'oiseau, Les Dossiers d'Aquitaine, 2000. (2e édition, 2010)
- La véritable histoire de Pénélope, Chatte féministe, Clapàs, 2000, gravure de Danielle Reyers (2e édition, été 2001, dans la revue Saraswati)
- MéluZine, Clapàs, 2000, étude de Muriel Girard, encres de Florence.
- Petit guide du Square des Batignolles, 2000 et 2e édition augmentée (2 cahiers), 2001, Alain Benoit, collection Raffia, sous le prénom Francile - 3 ill. de Callu
- Tanka du cloître angevin, Clapàs 2001, pastel en couverture d'Antoinette Jaume.
- Macrocosme du corps humain sous le regard d'un microscope électronique, suivi de Des corps célestes, AB 2002, 19 gravures de Pierre Cayol sur deux cahiers - Édition d'art, tirage limité.
- Planète foot, War Planet, Les Dossiers d'Aquitaine, 2004, postface de Jean-Paul Giraux
- Mortes saisons (haïkus), Clapàs, 2005, illustration en couverture de Lise Bloch.
- Erotica Tumescens, Alain Benoit, 2005, 18 dessins de Shirley Carcassonne au fil des pages et des plis. Collection Itinéraire. Édition d'art à tirage limité.
- Ciel-Symphonie, L'Œil pour l'œil, 2006, images de Callu (livre-objet).
- Parcs et Lunaparks de Paris (haïkus), Éditions La Jointée 2006, collection Les œuvres jointes, collage-couverture d'Anja Hagemann, préface de Georges Friedenkraft, postface de Jean-Pierre Desthuilliers et "petite didascalie" par la poète.
- Venise avec le temps, L'Œil pour l'œil, 2007, images de Chantal Denis (livre-objet)
- Jardin de simples, Donner à Voir, 2007, illustrations de Marie-Thérèse Mekahli.
- Shoah est paru en octobre 2007 en édition courante (cf. Livres de bibliophilie)
- Sphinx / Sphinge, L'Œil pour l'œil, 2008, images de Chantal Denis (livre-objet)
- Atlantiques, L'Œil pour l'œil, 2009 - Sept photographies couleurs sur Hahnemühle Bamboo 290 g d'après les images-abysses de Callu, en relation avec deux poèmes, le 1er traduit en anglais par Basia Miller - Format à l'italienne, sous boîtier marine 13 x 31,5 - 25 exemplaires (Variantes au colophon entre les ex. de fin 2009 et ceux parus début 2010).
- L'édition courante, parue en octobre 2009, de Goya, Goya ! est épuisée (cf. Livres de bibliophilie)
- Grand Louvre, Édition Verlag im Wald, 2010, traduction en allemand par Rüdiger Fischer, illustrations de M-Th. Mekahli, collection Voies. La préfacière Monique W. Labidoire.
- Géométrie(s) du chat, 16 haïkus , traduits en anglais par Basia Miller et en allemand par Gabriele Wennemer, sont accompagnés par 15 dessins de Wanda Mihuleac, collection des "Livres-Ardoises" - 120 ex numérotés et signés, dont 10 ex de tête avec création de W. M., sur papier Natural Line 170 g au format 20,5 x 20,5. Éditions Transignum, 2011 Paris.
- Riches Heures du sexe amoureux (mémoire de l'Un), Édition Voix Tissées, illustrations de M-Th. Mekahli, collection Coup du cœur n°16, mai 2012
- Stances à Félix, Éditions Donner à Voir, 2013, illustrations (en frise) de Marie-Thérèse Mekahli, collection Tango
- Âmes animales, Édition Voix Tissées, préface de Silvaine Arabo et postface de Guy Chaty + illustrations d'Anne Gary, collection Coup du cœur n°20, octobre 2013
- Mère à jamais, ABéditions (soit Alain Benoit éditeur), 2014, illustrations d'André Liberati.
- Autres me/moi\res, ABéditions, 2015, illustrations d'André Liberati.
- Paris par ici, cartes de "haîkus-bulles" en portfolio, éd. Donner à voir 2016, ill. d'Anja Hagemann.
- Vissi d'arte Vissi d'amor, éd. D'Ici et D'AilleurS, collection "Poètes intuitistes", 2017.
- Femmage(s). Au nom de celles qui..., ABéditions, 2018, illustrations de Pierre Cayol.
- Bibliophilie jubilatoire bilingue (dit Biblio Jubil), éditions Voix Tissées - synthèse de 50 ans en poésie: 12 poèmes traduits par B. Miller et illustrés par 8 artistes de Baumel à Mihuléac, 2018.
- Les deux livres suivants sont des éditions courantes de deux ouvrages de bibliophilie parus aux Éditions Transignum, Paris (cf. Livres de bibliophilie).
- Islande – Éclats de nuit Hekla, fin 2014. Reproduction de 5 gravures sur bois par Chantal Denis + traduction anglaise par Basia Miller. 50 ex, format 15 x 15.
- Ma(t)in – Jardin d'Eden, 2015. Un poème inspiré par les neuf dessins reproduits de Martine Chittofrati. Traductions anglaise de B. Miller et italienne de Davide Napoli (+ F. Caron). 100 exemplaires clos par un lacet, numérotés et signés sur papier vélin.
- La Mandorle, ABéditions à Rochefort-du-Gard, avril 2019, illustrations de Cayol.
- Pleines Marées, nov. 2019. Sur 10 poèmes fc : 10 images de Sarah Wiame à ses éd. Céphéides (Paris). Chacun des 20 exemplaires est rehaussé d'un collage original (cf. Livres de bibliophilie).
- Nues de la mer, éditions Eva Largo à Vincennes, 2020. Images d'Olga Verme-Mignot.
- Shoah, épuisé, reparaît en 2021 en 2e édition revue et complétée par la traduction de Basia Miller (cf. Livres de bibliophilie)
- Éternel(s) retour(s), édition définitive de cette synthèse 1965 - 2019 chez AB, Rochefort du Gard (Fusains d'Alain Benoit), 2022
- >>> Ces 3 recueils célèbrent, chacun à sa façon, la médiathèque FC de Batz-sur-Mer

Deux livrets pour (petits et grands) enfants : à ce sujet, ne pas confondre l'auteure de Paris avec son homonyme du Québec, Francine Caron-Panaccio 
- L'Incroyable Aventure du doudou Piflou et de son copain Alain-Lucien, Clapàs, 2003; en couverture : crayon par l'auteur.
- Haïkus des doudous, Éditions Donner à Voir, 2010, illustrations en frise de Marie-Thérèse Mekahli, collection Tango n°1

### Livres de bibliophilie
Selon les cas, lus à Paris : à la Cité internationale des Arts, en galeries (La Hune alors à Saint-Germain-des-Prés, Caractères, Orenda), à la mairie du 2e arrondissement en association avec la Sorbonne, au Mémorial de la Shoah. Et à chaque parution : au Marché de la poésie place Saint-Sulpice, ainsi qu'à Orsay ou dans les médiathèques de Chartres et de Valenciennes. Exposition à deux événements annuels de bibliophilie contemporaine (Livres en mai et Salon Page) au métro Saint-Germain-des-Prés (2010 et 2011) en partenariat avec le Printemps des poètes, à la BNF ou au Centre Landowski de Boulogne - le plus souvent = format inusité.
- 1977 : Mer Meurtre, poèmes et une linogravure de Catherine Roland, impression typo faite à la main par l'éditeur Alain Guinhut - 61 exemplaires numérotés et signés sur papier buvard vert au format 10 x 19,2. Collection Encres, Cholet. Épuisé.
- 1977 : Cathèdres, 2 exemplaires (différents) - Le second est composé de 17 poèmes calligraphiés par F.C. et enrichis de 11 gravures en couleurs de Marc Pessin, éditeur, concepteur et graveur. Sur vélin d'Arches au format 40,5 x 61 (feuillets doubles numérotés et signés). Éditions Le Verbe et l'Empreinte, Saint-Laurent-du-Pont.
- Quatre ouvrages réalisés de 2006 à 2008 avec l'éditeur et « artiste des sables » Michel Fabre : un grand format Terre/Taire en 4 ex. Et 3 petits formats : Nuit Cap Nord, Égypte, Cap au Nord, manuscrits, signés et numérotés entre 7 et 25 ex.
- 2007 : Shoah, 3 poèmes, traduits en allemand par Gabriele Wennemer et en hébreu par Bluma Finkelstein - 7 gravures de Maria Emdadian, sous coffret gris avec plaque de zinc enchâssée - 25 exemplaires numérotés et signés, sur papier Arches 300 g au format 30 x 40. Éditions Transignum, Paris- En 2007, cet ouvrage est sélectionné à Londres parmi les Artists Book Purchase Awards.
- 2008 : Arbres /z/ Amants, poèmes dont in fine "Arbres-Amants / Amiens". Onze photographies couleurs sur Ultrasmooth 250 g d'après les images-écorces de Chantal Denis. Une linogravure originale de l'artiste sur papier BFK Rives 300 g et poème manuscrit. Sous portfolio vert. 10 exemplaires numérotés et signés, format 31 x 31. Éditions L'œil pour l'œil - Texte entièrement repris in revue Concerto pour Marées et Silence (n°2 ; 2009).
- 2009 : Cantate pour le Grand Canyon, poème en 12 haltes, traduit en anglais par Basia Miller - 7 linogravures de Pierre Cayol, sous portfolio ivoire frappé d'un gaufrage, le tout présenté dans un coffret - 15 exemplaires numérotés et signés, sur papier Hahnemühle 300 g au format 30 x 40. Éditions Transignum, Paris.
- 2009 : Goya, Goya !, 2 poèmes sur l'œuvre de Francisco de Goya (a : la Solana /au musée du Louvre/ b : la Quinta del Sordo /"Maison du Sourd" au musée du Prado/), traduits en espagnol par les auteures et en anglais par Basia Miller - 7 sérigraphies de Eva Largo, dans un boîtier portant une sérigraphie originale marouflée - 25 exemplaires numérotés et signés, sur papier Johannot Lin 240 g au format 21 x 25. Éditions Transignum, Paris - En 2010, cet ouvrage est sélectionné à la Biennale internationale des livres d'artiste d'Arras.
- 2010 : Bleu ciel d'Europe, 5 poèmes, traduits en anglais par Basia Miller. Ces textes sont enrichis de cinq aquatintes couleur d'Hélène Baumel - Au format 21,5 × 45 cm, l'ouvrage est présenté dans un coffret bleu. Typographie composée à la main sur papier Hahnemuhle 350 g. L'édition originale, de 20 exemplaires numérotés et signés, paraît aux Éditions Transignum, Paris.
- Le 12 / 11 / 2010 : Eva Largo a achevé d'imprimer Entre deux Rembrandt(s), composé de neuf sérigraphies illustrant deux poèmes, traduits en anglais par Basia Miller ainsi qu'en néerlandais par Micha J.Knijn (De plus, figure le poème Eva Van Rijn de l'auteure à son artiste; traduit par B. Miller) Ouvrage de 19,5 × 27 cm, présenté sous étui Terre de Sienne frappé du visage sérigraphique de R. van Rijn. Sur papier Vélin BFK Rives 250 g - 20 exemplaires numérotés et signés. Aux éditions Transignum, Paris.
- 2011 : Taj Mahal, poème en 3 séquences, est traduit en anglais par Basia Miller et en arabe par Aïcha Arnaout. La conception de l'ouvrage, l'impression des textes en photogravure sur cuivre et les gaufrages des quatre triptyques sont de Maria A-Emdadian. Au format 23 x 30 sur papier Hahnemühle 350 g, l'ouvrage est présenté dans un coffret couleur sable (26 x 33) avec fermoir aimanté aux lettres dorées - 25 exemplaires et 7 ex HC numérotés et signés, Éditions Transignum, Paris.
- 2014 : Islande Éclats de nuit Hekla, un poème en cinq phases, traduit en anglais par Basia Miller et enrichi de cinq gravures sur bois par Chantal Denis. 10 exemplaires numérotés et signés sur papier Ingres d'Arches MBM 130 g sous coffret gris clair, format 23 x 23. Éditions Transignum, Paris
- 2015 : Ma(t)in Jardin d'Eden, un poème inspiré par l'œuvre de Martine Chittofrati. Avec des dessins marouflés, il paraît en 10 exemplaires, numérotés et signés. Éditions Transignum, Paris.
- 2019 : Pleines Marées, sur 10 poèmes fc : 10 images de Sarah Wiame à ses éditions Céphéides (Paris). Chacun des 20 exemplaires est rehaussé d'un collage original - format 24,5 x 29,5 cm.
- 2022 : Eternel(s) retour(s), format 24,5 x 29,5 cm.
- 2023 : Cantate au grand Canyon, 6 linogravures de Pierre Cayol sous coffret roux à découpe hercynienne (sic) aux éditions Alain Benoît dit AB, à Rochefort-du Gard. Ce livre est une reprise du titre de 2009, remanié et amplifié - 50 exemplaires numérotés et signés, sur vélin d'arches 200 g au format 22 x 31 à l'italienne.

## Hommage
Après consultation citoyenne lancée par la municipalité, son nom est donné à la médiathèque de sa ville natale de Batz-sur-Mer, « petite cité de caractère » de Loire-Atlantique, inaugurée le 25 mai 2019.

### Articles et autres sur internet
- Sur le site du Printemps des Poètes/La Poéthèque, Paris / Francophonie, Monde
- Sur les sites de certains de ses éditeurs : 
  - AlainBenoit Edition (article et ill.)
  - MySpace pour les Editions TranSignum de Paris (illustrations).
  - ddabordeaux.com pour les Dossiers d'Aquitaine.
  - les Editions Donner à Voir du Mans.
  - Orion pour des inédits récents.
- Extraits : 
  - sur le site poesie-erotique.net
  - sur le blog de Patricia Laranco intitulé Patrimages, Paris
  - sur le site de Silvaine Arabo, parmi ses "65 poètes contemporains", depuis l'année 2000
- Sur les sites officiels de certains de ses illustrateurs (avec illustrations) : 
  - Pierre Cayol
  - sur le blog de Eva Largo intitulé Livres d'artiste et de bibliophilie : illustrations de deux livres en commun Goya, Goya ! et Entre deux Rembrandt(s)
  - Cf. également Hélène Baumel et Shirley Carcassonne
- Sur la "Lettre électronique des Centres de Recherches sur l'Imaginaire", Dijon 2004 : participation aux actes du Colloque Guillevic de l'université d'Angers 2002, etc.